# Eulithis johansoni
Eulithis johansoni là một loài bướm đêm trong họ Geometridae.